# حصالة

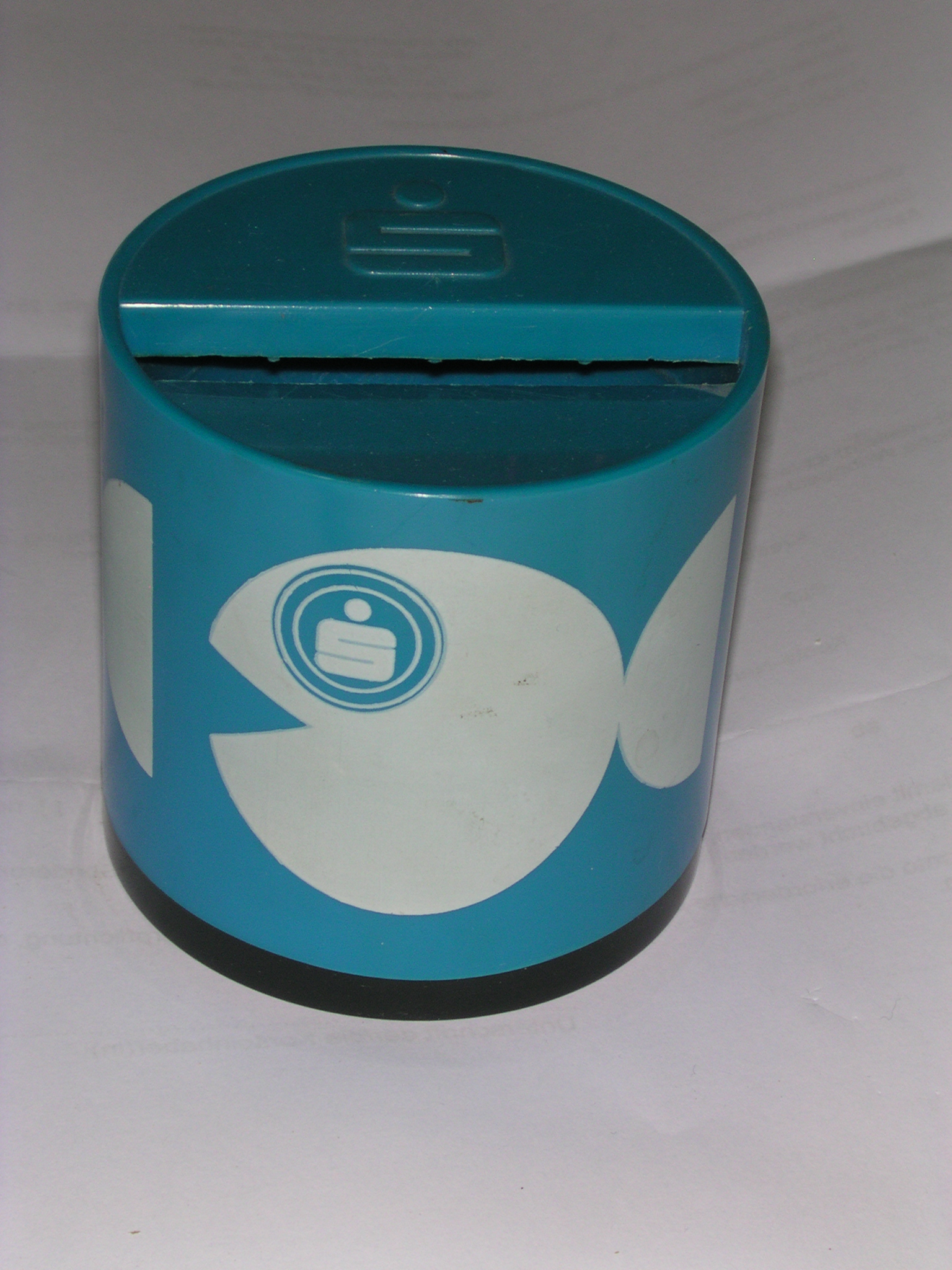
نموذج لحصالة

حَصَّالَة (الجمع: حصَّالَات) (أحيانا سقاطة أو صندوق المال) هو اسم حاوية القطع النقدية (غالباً معدنية) التي تستخدم عادة من قبل الأطفال. تعرف هذه الحصالة عند الممارسين لها بأنها (بنك ثابت) في مقابل (البنك الميكانيكي) الذي عرف في أوائل القرن العشرين. هذه العناصر كثيراً ما تستخدم من قبل الشركات لأغراض ترويجية. استخدام اسم (بيغي بنك) يعود إلى الاستخدام الواسع لشكل الخنزير منها، استخدمت عدة شركات خدمات مالية الحَصَّالَة على شكل الخنزير كشعار لخدماتها التوفيرية.
هذه الحصالات عادة ما تكون مصنوعة من السيراميك أو الخزف. وهي عموماً وجدت لتعليم الأطفال أساسيات الادخار والتوفير؛ حيث يمكن إدراج الأموال فيها بسهولة. العديد من هذه القطع لها قطعة مطاطية في قاعدتها، وبعضها مصنوع من الفينيل ويسهل في البعض إزالة الأنف لاستخراج القطع النقدية. كما يتضمن بعضها جانباً إلكترونياً يمكّن من معرفة كمية المال المدّخر. وبعضها يُضطر لتحطيمها بالمطرقة لاستخراج المال منها.

## المصطلح الإنجليزي

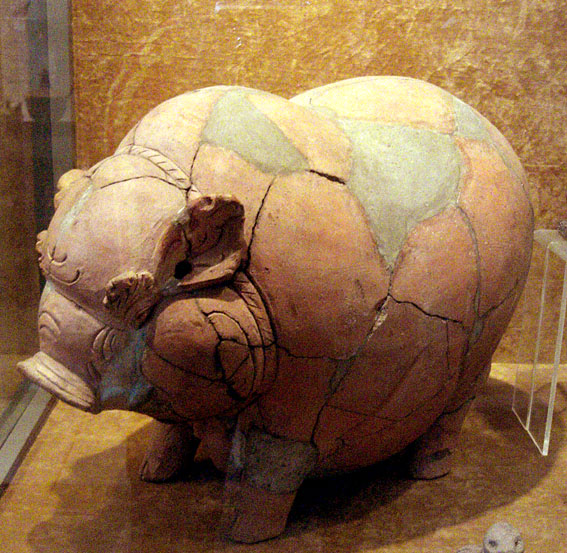
ماجاباهيت الطين البنك أصبع، 14/15 من القرن Trowulan, جاوة الشرقية. (جمع المتحف الوطني في اندونيسيا، جاكرتا)

بيغ (Pygg) هو الطين البرتقالي اللون المستخدم لصناعة الحصالات الرخيصة في العصور الوسطى، وكانت تسمى أوان بيغية أو جرار بيغية (pygg pots, pygg jars)، وهناك خلاف أدبي حول ما إذا كانت كلمة (pygg) نفسها جاءت من كلمة (pig - خنزير). مع حلول القرن الثامن عشر تطور مصطلح جرة بيغية (pig jar) إلى بنك بيغي (pig bank). ومع استخدمام مواد أخرى غير الطين لصناعة هذه الحصالات كالزجاج والجص والبلاستيك أصبح الاسم تدريجياً يشير إلى الشكل  أكثر مما يشير إلى المادة المستخدمة في الصناعة.
أقدم الغربية تجد من صندوق المال في التواريخ من القرن 2 قبل الميلاد مستعمرة يونانية بريان، آسيا الصغرى، ويتميز شكل مصغر المعبد اليوناني مع فتحة في قوصرة. صناديق المال من أشكال مختلفة كما تم حفرها في بومبي وهركولانيومو تظهر تماما في كثير من الأحيان في وقت متأخر القديمة المحافظات المواقع لا سيما في بريطانيا الرومانية وعلى طول نهر الراين.
على الجاوية والإندونيسية المدى cèlèngan (حرفيا «شبه الخنزير البري», ولكن كان يعني كل من «الادخار» و «حصالة») يستخدم أيضا في سياق البنوك المحلية. أصل كلمة غامضة، ولكن من الواضح في ماجاباهيت البنك أصبع من القرن الخامس عشر. عدة الخنزير على شكل أصبع البنوك تم اكتشافها في المواقع الأثرية المحيطة تروولان قرية في إندونيسيا مقاطعة جاوا الشرقية وممكن موقع العاصمة القديمة إمبراطورية ماجاباهيت. هذه هي على الأرجح مصدر الجاوي الإندونيسي كلمة تشير إلى المدخرات أو الأموال الحاويات. آخر الجاوية—الإندونيسية مرادف المدخرات tabungan ، وهو مشتق من كلمة «أنبوب» أو «اسطوانة». وهذا ينشأ من طريقة أخرى لصنع عملة الحاويات باستخدام جزء من المغلقة الخيزران الجزء اكتمل مع فتحة في القطع النقدية التي يتم إدراجها. واحد مهم ماجاباهيت البنك أصبع العينة يسكنون في المتحف الوطني إندونيسيا. وقد تم بناؤها، وهذه الكبيرة البنك أصبع وجد كسر في القطع. ماجاباهيت الطين عملة الحاويات التي تم العثور عليها في مجموعة متنوعة من الأشكال بما في ذلك أنابيب الجرار مربعات كل منها في الشق الذي إدراج القطع النقدية.

## الاستخدام
الاستخدام العام من البنوك أصبع لتخزين الفكة في غريبة، ديكور الطريقة. الحديث البنوك أصبع لا تقتصر على شبه الخنازير، وقد تأتي في مجموعة من الأشكال والأحجام والألوان. كما أقفلت صناديق المال مع فتحة ضيقة إلى انخفاض النقدية أو النقود، هم الأكثر استخداما في المعابد والكنائس. المربع فتح طريق التوصيل تحته على فترات منتظمة، عندما جمع المال فرزها وتسجيلها.

## الشهيرة البنوك أصبع
راشيل ، غير رسمية التميمة من بايك مكان السوق في سياتل، واشنطن، هو البرونز المصبوب البنك أصبع التي تزن ما يقرب من 600 رطل (270 كـغ) ، وتقع في الزاوية بايك مكان تحت عنوان «السوق العام مركز» علامة. راشيل تم تصميمه من قبل الفنان المحلي جورجيا جربر.
ديزني/بيكسار أفلام حكاية لعبة, حكاية لعبة 2 وحكاية لعبة 3 ميزة حرف اسمه هام، مشوش، الرسوم المتحركة البنك أصبع عبر عنها جون راتزنبرجر.
والثمن هو الحق التسعير اللعبة أي عدد يستخدم البنك أصبع رمز لتمثيل اللعبة جائزة ترضية هذا المبلغ بالدولارات والسنتات.
دعونا جعل صفقة لديه لعبة «سحق النقدية» التي المتسابق يسأل مذيع جوناثان ماغنوم لسحق البنوك أصبع. المتسابق الذي يكسب ما يكفي من النقود ($1, $2, أو زونكس في كل أصبع البنك) يمكن الفوز مكافأة نقدية قدرها 20,000, ولكن لا يمكن العثور على كل زونكس. في النسخة التي استضافها مونتي هول، واحدة من ثلاثة أبواب في اليوم صفقة كبيرة في بعض الأحيان اختبأ «مونتي حصالة» الذي يتضمن جائزة نقدية.

## معرض الصور

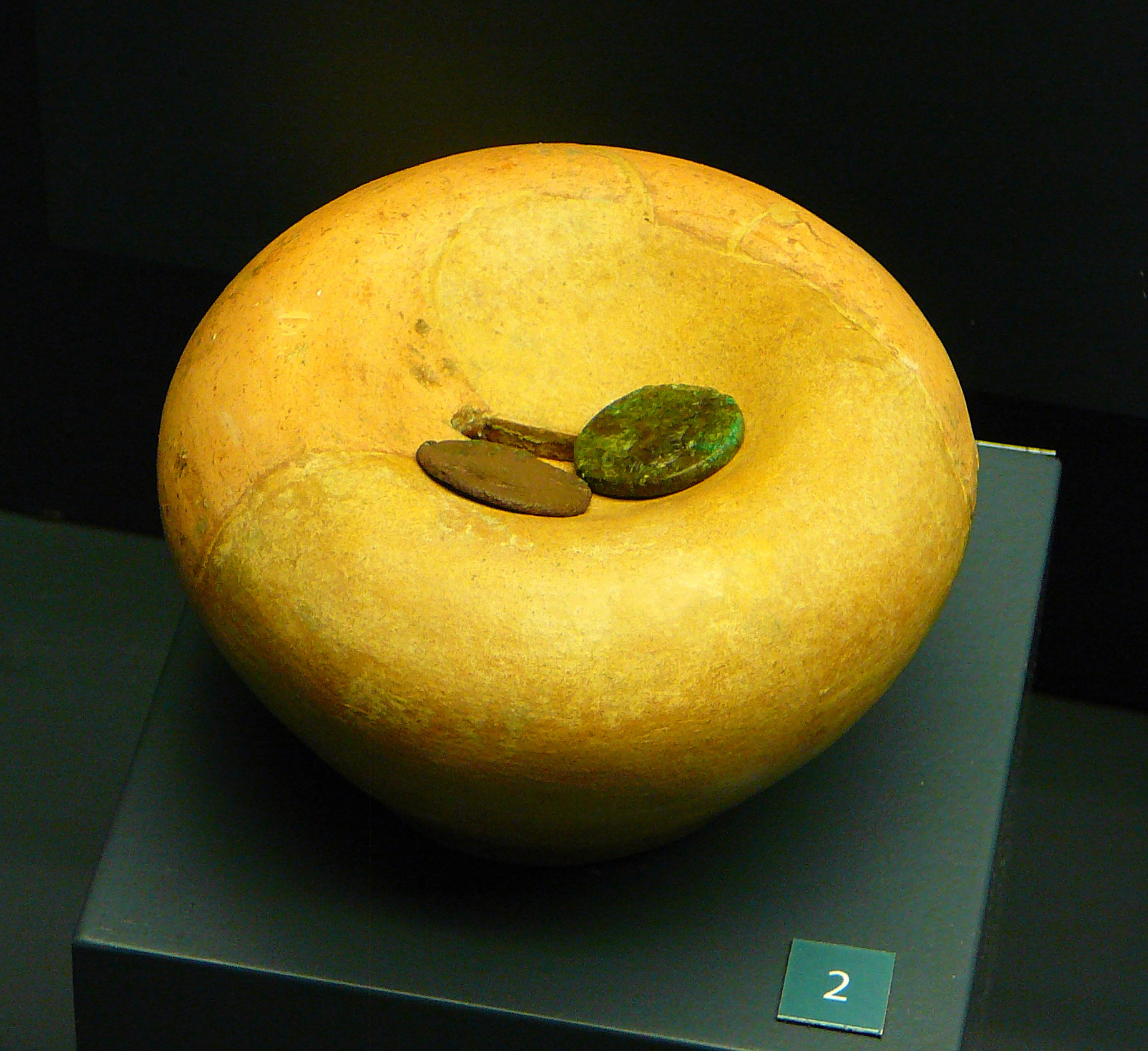
إناء روماني فخاري للتوفير المال (2nd/3rd الميلادي). هذا الحصالة نقود قديم شكل تظهر في متحف الآثاري في مجموعة متنوعة من الأشكال التحفية.
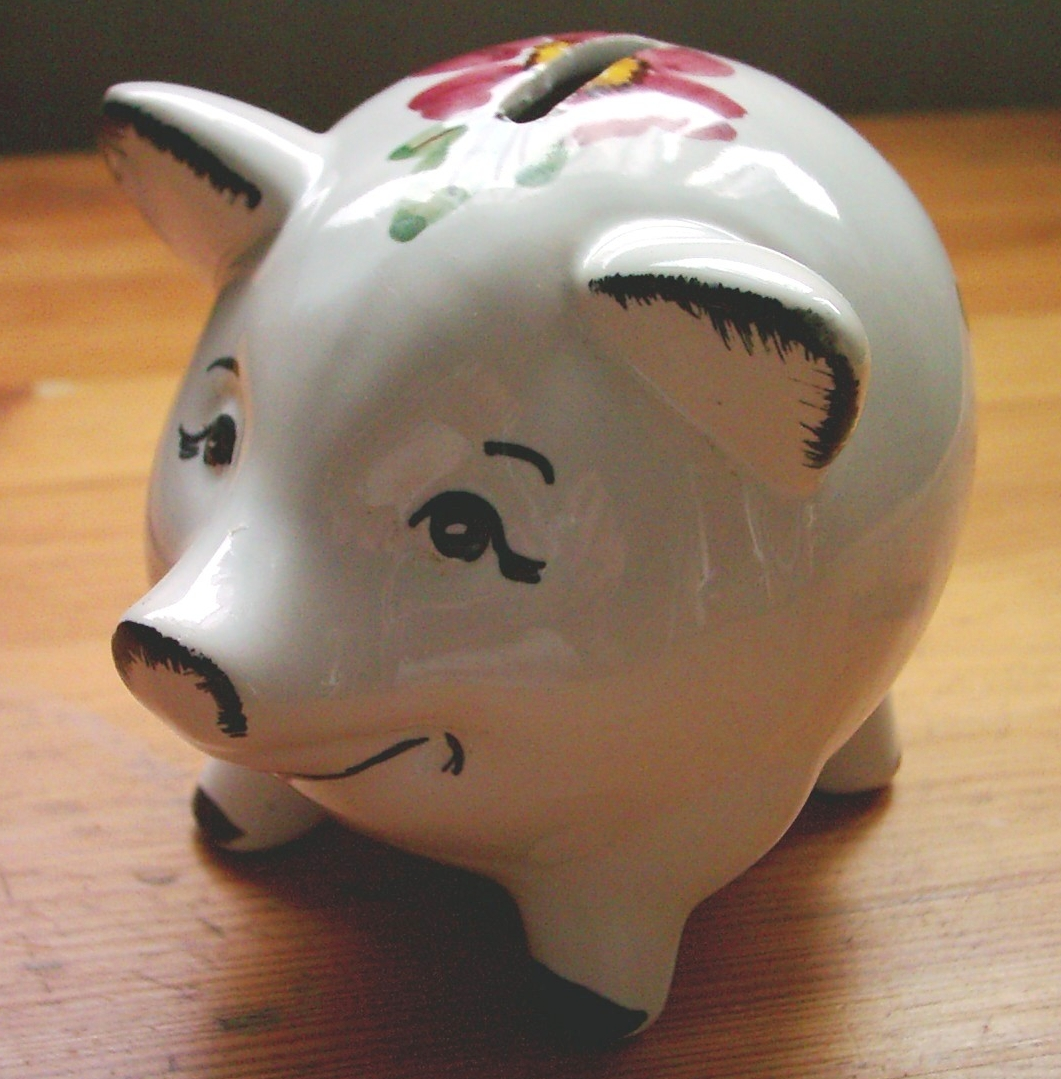
حصالة على شكل خنزير في السبعينيّات
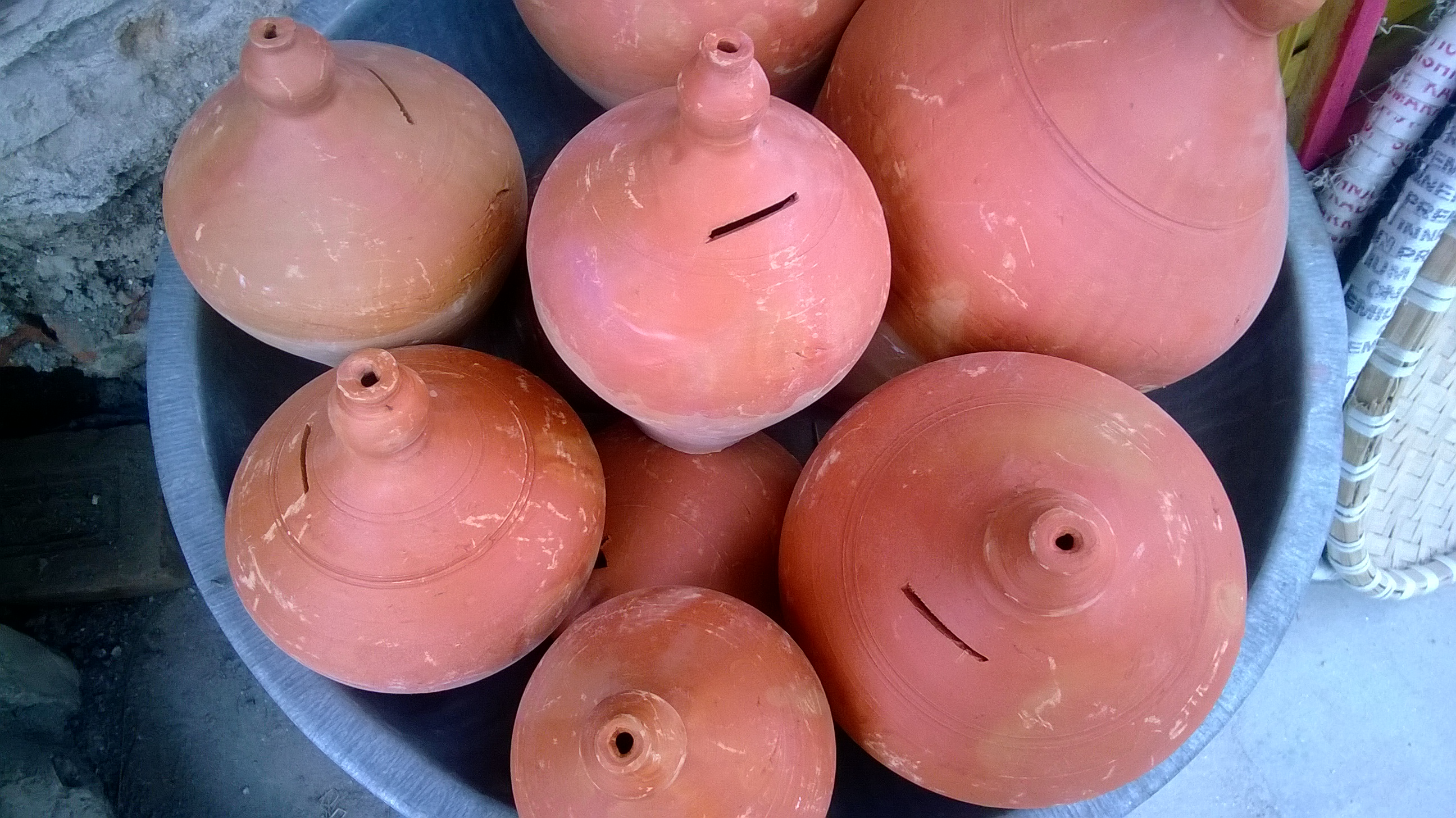
حصالة في النيبال
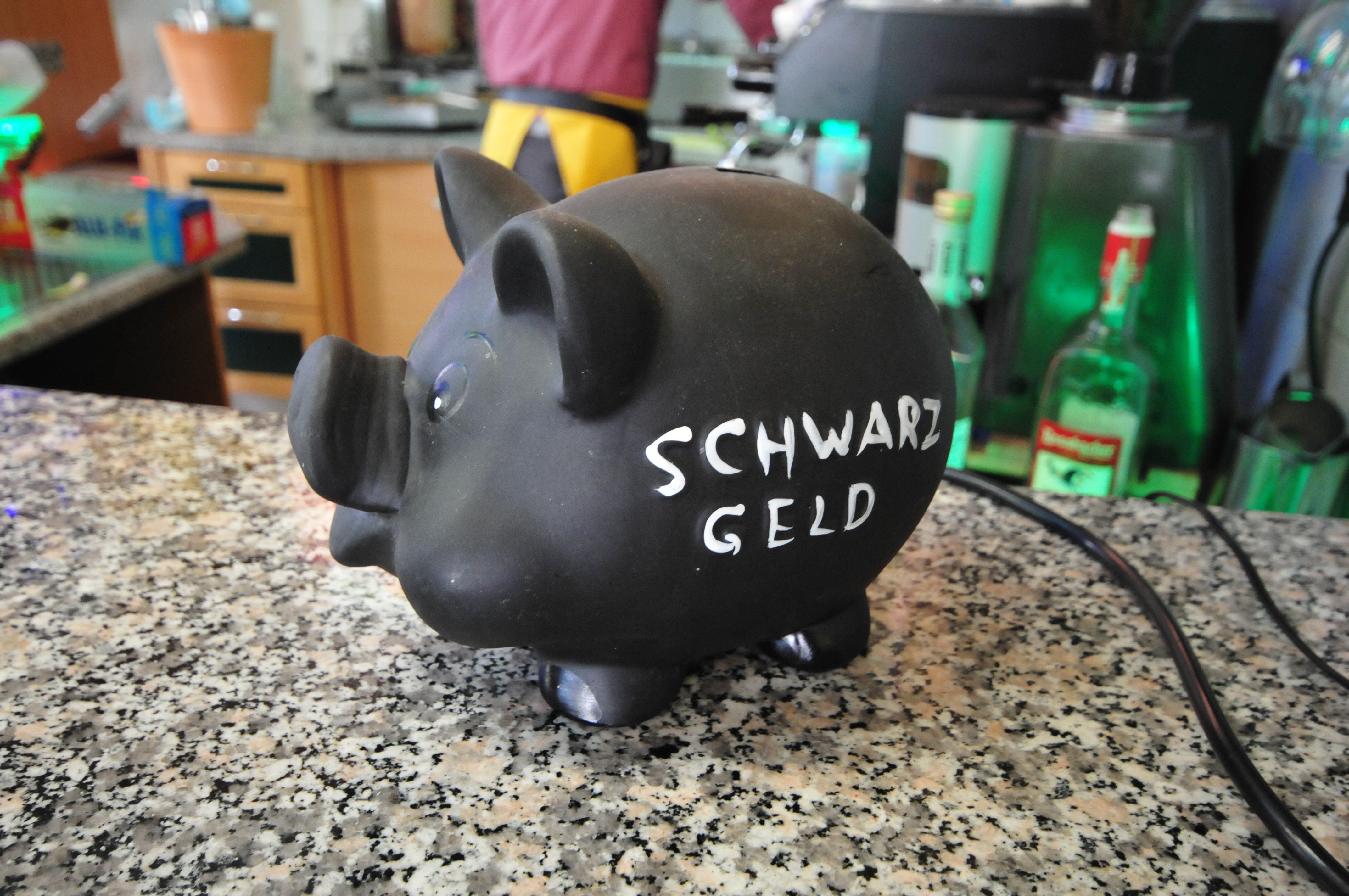
حصالة "Schwarzgeld"
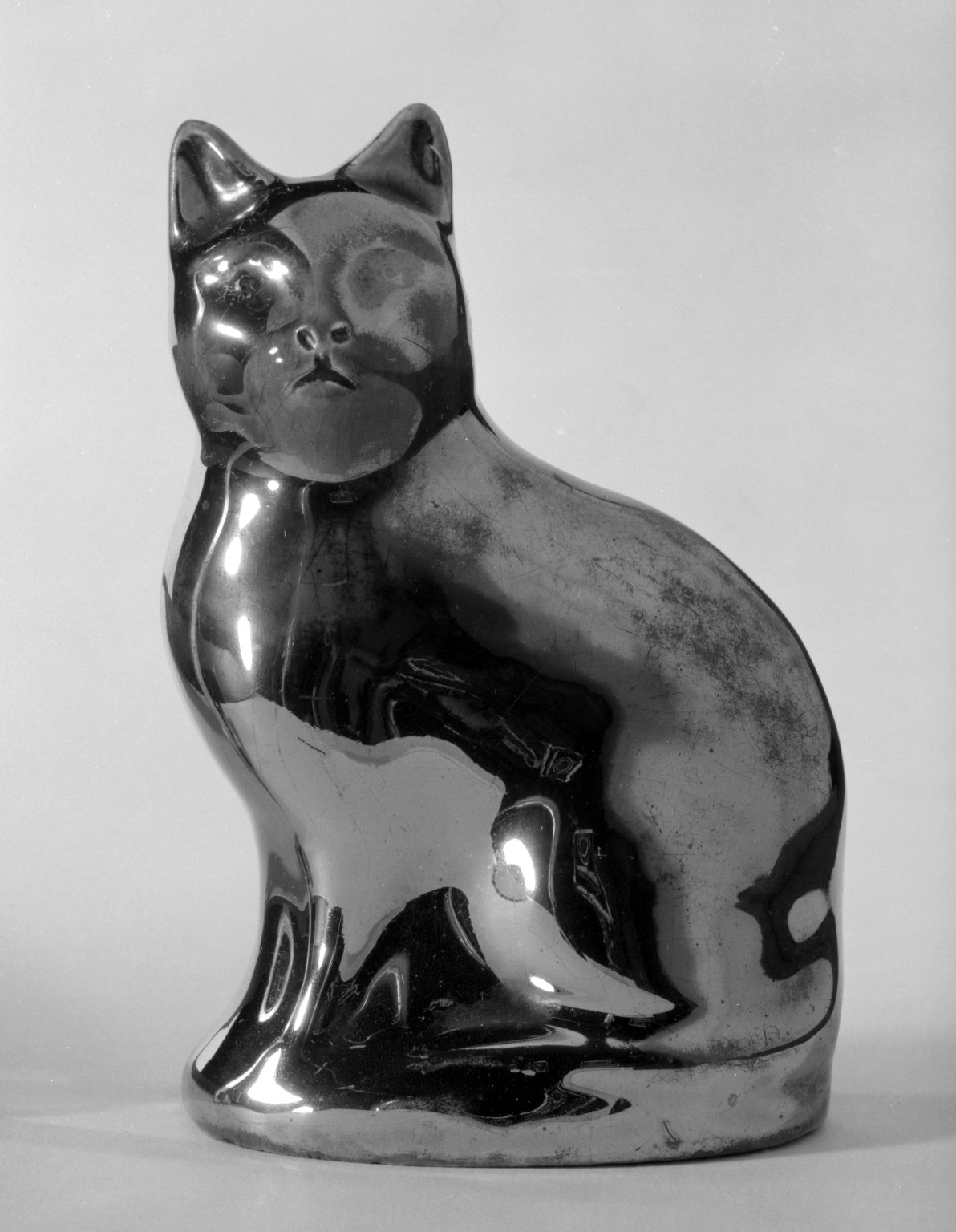
علبة مال على شكل القط في متحف بروكلين

## وصلات خارجية
- - ويكيميديا كومنز
- ما هو أصل أصبع البنك؟ (من منشطات مباشرة)